# الدلالة العنابية(لباس تقليدي)
الدلالة هي لباس تقليدي جزائري من مدينة عنابة، تعد مع اللفة اللباسين الرسميين اللتان تلبسهما العروس العنابية، وتختص الدلالة بيوم الحنة.و هي نوع من الشدات الجزائرية المتنوعة  التي تتميز بها  عنابة .

### تاريخ الدلالة
تعتبر الدلالة العنابية موروثا ثقافيا يعكس تاريخ منطقة عنابة، يعود أصولها إلى ما قبل العهد العثماني حيث كانت ترتدى من قبل العرائس في حفلات الزفاف
إلا أن التأثير الكبير للحضارة الأندلسية يظهر جليا فيها خاصة في شدة الرأس و الجواهر الموضوعة على الصدر

#### مكونات الدلالةالعنابية
تتكون الدلالة العنابية من القندورة و عادة ما يكون لونها أبيض أو أزرق سماوي و تطريزها غالبا ما يكون بالفتلة المذهبة إلا أنه في بعض الأحيان يكون بطرز الكوكتال، تلبس فوق القندورة قفطان طويل مفتوح يكون كذلك مطرز بالفتلة و مفضفضا، أما الرأس فيزين بقبعة أو شاشية توضع فوق الرأس تكون مرصعة بالويز أو الويز السلطاني ثم توضع فوقها بعض الحلي التقليدية التي تعكس تاريخ المنطقة من بينها الخجالي، جبين الجزائري، الشوشنات، القطينة وزينة الخدين أما الرقبة فتزين مع إكسسوارات ترافق جميع التصديرات العنابية كمدبح الويز وخيط الشعير أو خيط الحوت وهما من الحلي التقليدي للمدينة و يثبث فوق الشاشة قماش لتغطية الرأس و يتشابه لحد كبير في وظيفته مع العبروق التلمساني.
يتزين صدر العروس بمجموعة من المجوهرات و الحلي التقليدية مثل كرافاش بولحية و السخاب و عقد المخبل الجزائري بالإضافة إلى مقياس الفتلة العنابي و مجموعة من الأساور و الخواتم.
تعتبر الدلالة العنابية جزءا أساسيا من الشدات المغاربية كونها تتشابه كثيرا في طريقة التلبيس مع غيرها من الشدات خاصة الشدة التلمسانية والشدة المستغانمية